# Mih
Il Mih (o Mjeh) è un tipo di cornamusa, suonata in Istria, Lika, Isole dalmatine e sud dell'Erzegovina. 

È composta da un otre di pelle conciata (di capra o pecora), una canna sonora (diple) nel cui interno vi è una doppia ancia, e un cannello (dulac o kanela). Il Mih non ha bordone. Il suonatore soffia nel dulac immettendo così l'aria nell'otre. Il flusso d'aria poi esce dalle diple, modulato dalla pressione delle dita sui fori. 

Vi sono varie forme di Mih provenienti da diverse parti della Croazia. Per lo più si distinguono per il tipo di canna sonora, per la posizione dei fori e per qualche piccolo dettaglio o ornamento. I Mih non sono strumenti temperati sicché i rapporti tra i toni non sono puri. Ciò rende la musica del Mih molto inconsueta e aspra. Non è possibile produrre melodie complesse. Si preferisce l'utilizzo per l'accompagnamento.